# Ju-Jitsu ai Giochi mondiali 2022 - Ne-waza 85 kg maschile
La gara di ne-waza 85kg maschile di ju-jitsu ai Giochi mondiali 2022 si è svolta il 15 luglio 2022 a Birmingham.

## Risultati
|  | Quarti di finale           | Quarti di finale           | Quarti di finale           |                            |                | Semifinali     | Semifinali     | Semifinali |                     |                     | Finale          | Finale          | Finale |  |
|  |                            |                            |                            |                            |                |                |                |            |                     |                     |                 |                 |        |  |
|  |                            |                            |                            |                            |                | Faisal Alketbi | Faisal Alketbi | 0          |                     |                     |                 |                 |        |  |
|  |                            |                            |                            |                            |                | Faisal Alketbi | Faisal Alketbi | 0          |                     |                     |                 |                 |        |  |
|  |                            |                            | Bader Al-Kuzai             | Bader Al-Kuzai             | 0              |                |                |            |                     |                     |                 |                 |        |  |
|  | Bader Al-Kuzai             | Bader Al-Kuzai             | Bader Al-Kuzai             | Bader Al-Kuzai             | 0              | 4              |                |            |                     |                     |                 |                 |        |  |
|  | Bader Al-Kuzai             | Bader Al-Kuzai             |                            |                            |                |                |                |            |                     |                     |                 |                 |        |  |
|  | Kevin Cuervo Vieira        | Kevin Cuervo Vieira        | 2                          |                            |                |                |                |            |                     |                     |                 |                 |        |  |
|  | Kevin Cuervo Vieira        | Kevin Cuervo Vieira        | 2                          |                            | Faisal Alketbi | Faisal Alketbi | 0              |            |                     |                     |                 |                 |        |  |
|  |                            |                            |                            |                            |                |                |                |            |                     |                     |                 |                 |        |  |
|  |                            |                            | Abdurahmanhaji Murtazaliev | Abdurahmanhaji Murtazaliev | 0              |                |                |            |                     |                     |                 |                 |        |  |
|  | Saar Shemesh               | Saar Shemesh               | Abdurahmanhaji Murtazaliev | Abdurahmanhaji Murtazaliev | 0              | 4              |                |            |                     |                     |                 |                 |        |  |
|  | Saar Shemesh               | Saar Shemesh               |                            |                            |                | 4              |                |            |                     |                     |                 |                 |        |  |
|  | Elioenai de Abreu Campos   | Elioenai de Abreu Campos   | 0                          |                            |                |                |                |            |                     |                     |                 |                 |        |  |
|  | Elioenai de Abreu Campos   | Elioenai de Abreu Campos   | 0                          |                            | Saar Shemesh   | Saar Shemesh   | 2              |            |                     | Finale 3º posto     | Finale 3º posto | Finale 3º posto |        |  |
|  |                            |                            |                            |                            | Saar Shemesh   | Saar Shemesh   | 2              |            |                     |                     |                 |                 |        |  |
|  |                            |                            | Abdurahmanhaji Murtazaliev | Abdurahmanhaji Murtazaliev | 4              |                |                |            |                     |                     |                 |                 |        |  |
|  | Maciej Kozak               | Maciej Kozak               | Abdurahmanhaji Murtazaliev | Abdurahmanhaji Murtazaliev | 4              | 0              |                |            | Kevin Cuervo Vieira | Kevin Cuervo Vieira | 0               |                 |        |  |
|  | Maciej Kozak               | Maciej Kozak               |                            |                            |                |                |                |            | Kevin Cuervo Vieira | Kevin Cuervo Vieira | 0               |                 |        |  |
|  | Abdurahmanhaji Murtazaliev | Abdurahmanhaji Murtazaliev | 2                          |                            |                | Saar Shemesh   | Saar Shemesh   | 14         |                     |                     |                 |                 |        |  |